# Hédi Saïdi (chercheur)
Pour les articles homonymes, voir Saïdi et Hédi Saïdi.
 (mai 2019).
Si vous disposez d'ouvrages ou d'articles de référence ou si vous connaissez des sites web de qualité traitant du thème abordé ici, merci de compléter l'article en donnant les références utiles à sa vérifiabilité et en les liant à la section « Notes et références ».
Hédi Saïdi, né le 10 décembre 1957 à Enfida, est un agrégé d'histoire, universitaire et chercheur franco-tunisien.

## Biographie
Chargé de cours et d'enseignement / HDR(Histoire contemporaine),  président- fondateur de l'Association jeunesse-intégration-solidarité républicaines et président du Forum régional contre les discriminations et pour une nouvelle citoyenneté depuis 2003. Président du festival culturel franco-tunisien De Carthage à Paris, de 1996 à 2002, il est membre de la cellule académique de veille contre les discriminations et le repli identitaire de l'Académie de Lille depuis 2004 et membre de Team Europe (Commission européenne).
Depuis 2012, il dirige la  collection « Diversités », L'Harmattan-Paris.
Il est membre du comité rédaction des Cahiers d'Histoire -revue d'histoire critique-Paris, membre de Agenda interculturel-Bruxelles et du Bateau pédagogique sur l'esclavage à Nantes.
Il a été membre du Comité de vigilance face aux usages publics de l'histoire.
Le 26 janvier 2017, il a soutenu son Habilitation à diriger des recherches (HDR) en Histoire à l'université Jean Jaurès de Toulouse2.
Président d'honneur de la revue académique  internationale "L'Europe Unie".

## Domaines de recherches
- Histoire coloniale de la Tunisie ;
- Mémoire de l'immigration ;
- Interculturalité.

## Publications
- Rapports colons-colonisés en Tunisie 1880-1919. L'exemple de Dar Elbey (Enfidha), éd. Farjallah, Sousse, 2003
- L'immigration et les discriminations en débats, éd. La Voix du Nord, Lille, 2005
- Discriminations et mémoires, quelles histoires ? , éd. Le Geai Bleu, Lille, 2006
- Mémoire de l'immigration et histoire coloniale, éd. L'Harmattan, Paris, 2007
- Les étrangers en France et l'héritage colonial. Processus historiques et identitaires, éd. L'Harmattan, Paris, 2007
- La Tunisie oubliée...Une immigration face au colonialisme, éd. Le Geai Bleu, Lille, 2008
- Ethnicisation des rapports sociaux Enjeu et fonction des approches culturalistes (sous la direction de Hedi SAIDI) Préface de Gilles Manceron, éd. L'Harmattan, Paris, 2009.
- Le collège Anne Frank de Roubaix. Les élèves et leurs implications dans l'histoire, éd. L'Harmattan, Paris, 2010.
- La Tunisie réinvente l'Histoire. Récits d'une révolution. Un passé troublé et un présent sous pression (sous la direction de Hedi Saïdi), éd. L'Harmattan, Paris, 2012.
- Savoirs critiques et recherches historiques. Pour quels usages? L'Harmattan, Paris, 2015.
- Mémoire forcée et Histoire difficile. Préface de Abdelwahed Mokni, Publications de LERIC et  de l'université de Sfax (Tunisie),  2020.

## Distinctions
- Chevalier de la Légion d'honneurIl (promotion 2010)[2]
- Chevalier de l'ordre des Palmes académiques (promotion du 14 juillet 2013)[3].